# Medigidiella arista
Medigidiella arista is een vlokreeftensoort uit de familie van de Bogidiellidae. De wetenschappelijke naam van de soort is voor het eerst geldig gepubliceerd in 1998 door Koenemann, Vonk & Schram.